# Ново Костараджа
Ново Костарáджа (понякога Кощеряк или Костеряк, на гръцки: Νέο Κωσταράζι, Нео Костарази) е село в Егейска Македония, Република Гърция, дем Хрупища, област Западна Македония.

## География
Селото се намира на 20 километра южно от град Костур и на 5 километра северно от село Богатско (Вогацико), на левия бряг на Гьоле, в западното подножие на планината Саракина. На 4 километра на запад нагоре в Саракина са развалините на старото село Костараджа, от което е оцеляла единствено църквата „Рождество Богородично“.
Селото има 22 027 декара землище обработваема земя, пасища и гори.

## История
Североизточно от селото, на връх Джорджуло (Палиокастро) има останки от антична и средновековна крепост.
По време на Гражданската война (1946 - 1949) Костараджа пострадва силно и жителите му го преместват на ново място край пътя в равното.
Селото произвежда жито, тютюн и боб. На пространните пасища пасат 7000 овце и кози и над 500 глави едър рогат добитък.
След войната започва емиграция отвъд океана. От 1997 година село е част от дем Йон Драгумис (Δήμος Ίωνος Δραγούμη), който от 1 януари 2011 година по закона Каликратис е слят с дем Хрупища (тогава Орестида).
| Година    | 1913 | 1920 | 1928 | 1940 | 1951 | 1961 | 1971 | 1981 | 1991 | 2001 | 2011 | 2021 |
| --------- | ---- | ---- | ---- | ---- | ---- | ---- | ---- | ---- | ---- | ---- | ---- | ---- |
| Население |      |      |      |      | 941  | 1128 | 927  | 955  | 949  | 874  | 742  | 609  |